# Gaoth Dobhair
Gaoth Dobhair (Engels: Gweedore) is een plaats in het Ierse graafschap Donegal. De plaats telt 4065 inwoners en bevindt zich in de Gaeltacht.
De Engelse naam is een fonetische weergave van de Ierse.

## Geboren
- Enya (1961), zangeres
- Moya Brennan (1952), zangeres
- Mairéad Ní Mhaonaigh (1963), zangeres